# Paragorgia alisonae
Paragorgia alisonae is een zachte koraalsoort uit de familie Paragorgiidae. De koraalsoort komt uit het geslacht Paragorgia. Paragorgia alisonae werd in 2005 voor het eerst wetenschappelijk beschreven door Sánchez. 